# Athetis perineti
Athetis perineti là một loài bướm đêm trong họ Noctuidae.